# Prigione di super-massima sicurezza

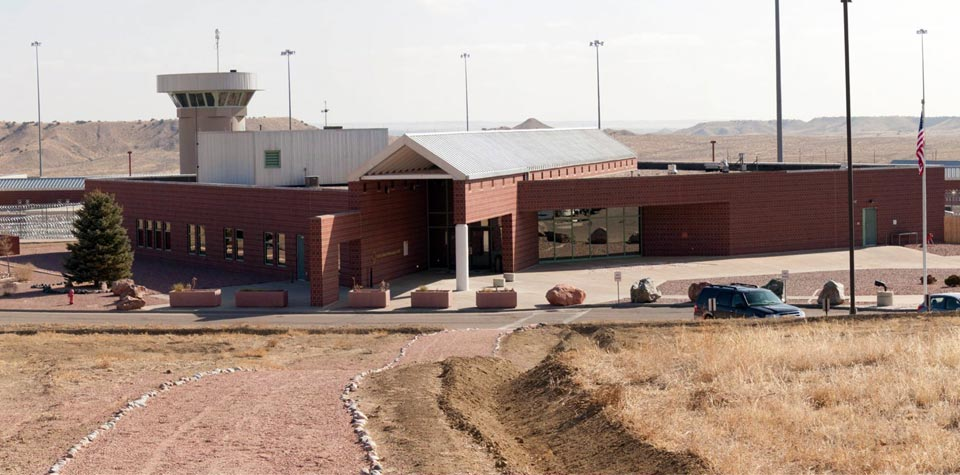
ADX Florence, una delle carceri di super-massima sicurezza più severe degli Stati Uniti.

Una prigione di super-massima sicurezza (supermax) o di massima amministrativa (ADX - administrative maximum) è una prigione "unità di controllo", o un'unità all'interno delle carceri, che rappresenta il livello di custodia più sicuro nei sistemi carcerari di alcuni paesi.
L’obiettivo è fornire alloggi segregati a lungo termine per i detenuti classificati come quelli a più alto rischio per la sicurezza nel sistema carcerario e per coloro che rappresentano una minaccia estremamente seria alla sicurezza nazionale e globale.

## Caratteristiche e pratiche
Secondo il National Institute of Corrections, un'agenzia del governo degli Stati Uniti, "una prigione di super-massima sicurezza è un'unità autonoma o parte di un'altra struttura ed è destinata a detenuti violenti o disturbanti. In genere comporta l'isolamento fino a 23 ore al giorno per un periodo di tempo indefinito. I detenuti negli alloggi di super-massima sicurezza hanno contatti minimi con il personale e gli altri detenuti", definizione confermata dalla maggioranza delle guardie carcerarie.
Nel 2001, gli accademici Leena Kurki e Norval Morris scrissero che non esisteva una definizione universale e concordata di "prigione di super-massima sicurezza" e che le carceri sono classificate in modo incoerente. Hanno identificato quattro caratteristiche generali delle carceri di super-massima sicurezza:
1. A lungo termine: una volta trasferiti in una prigione di super-massima sicurezza, gli individui incarcerati tendono a rimanervi per diversi anni o indefinitamente.
2. Amministrazione potente: gli amministratori delle carceri di super-massima sicurezza e gli ufficiali penitenziari hanno ampia autorità per punire e gestire gli individui incarcerati, senza controlli esterni o sistemi di reclamo dei prigionieri.
3. Isolamento: le carceri di super-massima sicurezza fanno molto affidamento sull'isolamento detentivo (e a lungo termine), che viene utilizzato per isolare e punire i prigionieri, nonché per proteggerli da se stessi e dagli altri detenuti. La comunicazione con gli ambienti esterni è minima o nulla.
4. Attività molto limitate: in altre carceri vengono fornite poche opportunità per svolgere attività ricreative, educative, programmi per l'abuso di sostanze o altre attività generalmente considerate salutari e riabilitative.

Coloro che si trovano in una prigione di super-massima sicurezza vengono collocati in essa non come punizione per i loro crimini ma in base alla loro storia precedente alla detenzione sulla base di prove attendibili di uno sconvolgimento imminente, come essere stati i leader di una banda pericolosa e/o criminale o di un movimento radicale. Queste decisioni vengono prese come misure di protezione amministrativa e i detenuti in un carcere di super-massima sicurezza sono considerati dagli operatori penitenziari una minaccia per la sicurezza e l'incolumità dell'istituto stesso.
La quantità di tempo passata in un carcere di super-massima sicurezza per i detenuti varia da una giurisdizione all'altra. Alcune giurisdizioni forniscono intrattenimento alla popolazione detenuta sotto forma di programmi televisivi, educativi e di auto-aiuto. Altri forniscono istruttori che parlano attraverso la porta della cella alle persone incarcerate. Alcune giurisdizioni non forniscono alcuna attività ricreativa o riabilitativa alla popolazione incarcerata. In una prigione di super-massima sicurezza, le persone incarcerate sono generalmente autorizzate a uscire dalle celle solo per un'ora al giorno (un'ora e mezza nelle prigioni statali della California). L'ora d'aria viene svolta in spazi interni o in spazi piccoli e sicuri all'aperto, di solito da soli o in coppia e sempre sorvegliati dagli agenti penitenziari. L'esercizio di gruppo è offerto solo a coloro che partecipano a programmi di transizione.
I prigionieri ricevono i pasti attraverso dei portelli apribili montati sulle porte delle loro celle.
Le persone detenute in questo tipo di carceri sono sotto costante sorveglianza, solitamente con telecamere a circuito chiuso. Le porte delle celle (le quali possono essere prive di finestre) sono generalmente opache. Gli arredi sono semplici, con mobili in cemento o in metallo. Le pareti della cella e talvolta le tubature possono essere insonorizzate per impedire la comunicazione tra le persone.
Le carceri di super-massima sicurezza e Security Housing Unit (SHU, ossia il termine con cui si indica l'isolamento detentivo negli Stati Uniti) sono controverse. Una critica mossa dagli attivisti e dai critici di questo tipo di detenzione è che le condizioni di vita in tali strutture violano la Costituzione degli Stati Uniti, in particolare la proibizione dell'Ottavo Emendamento contro le punizioni "crudeli e insolite". Uno studio completo del 2011 della New York Bar Association ha suggerito che le carceri di super-massima sicurezza costituiscono "tortura ai sensi del diritto internazionale" e "punizioni crudeli e insolite ai sensi della Costituzione degli Stati Uniti". Nel 2012, una class action federale contro il Federal Bureau of Prisons e i funzionari che gestiscono l'ADX Florence SHU (Bacote v. Federal Bureau of Prisons, Civil Action 1:12-cv-01570) presupponeva abusi cronici, incapacità di diagnosticare i prigionieri e trascurare coloro che sono gravemente malati di mente.

## Storia

### Africa
La prigione di super-massima sicurezza di Kamiti, Nairobi (Kenya) ha acquisito notorietà a causa delle cattive condizioni in cui vivono i detenuti.

### Australia
Una prima forma di unità carceraria in stile super-massima sicurezza apparve in Australia nel 1975, quando "Katingal" (una sezione della prigione di Long Bay Correctional Complex che fu pesantemente criticata dal giudice John Nagle durante i procedimenti della Nagle Royal Commission che ne raccomandò la chiusura immediata) fu costruito all'interno del Long Bay Correctional Centre a Sydney. Soprannominato lo "zoo elettronico" dai detenuti, Katingal era un blocco carcerario di super-massima sicurezza con 40 celle dotate di porte azionate elettronicamente, telecamere di sorveglianza e senza finestre. È stato chiuso due anni dopo per motivi di violazione di diritti umani. Da allora, un certo numero di carceri di super-massima sicurezza sono state chiuse, mentre altre sono state costruite e dedicate allo standard "di super-massima sicurezza". Nel settembre 2001, lo Stato australiano del Nuovo Galles del Sud ha aperto una struttura di super-massima sicurezza nel carcere Goulburn Correctional Center. Sebbene le sue condizioni siano migliori rispetto a quelle di Katingal degli anni '70, questa nuova struttura è comunque progettata secondo lo stesso principio di deprivazione sensoriale. È stato istituito per i prigionieri "AA" che sono stati ritenuti un rischio per la sicurezza pubblica e gli strumenti del governo e dell'ordine civile o che si ritiene non possano essere riabilitati. Corrections Victoria (che fa parte del Dipartimento di Giustizia e Sicurezza del governo nello Stato di Victoria ed è responsabile della fornitura di servizi di custodia e basati sulla comunità come elemento importante del sistema di giustizia penale nello Stato), gestisce anche le unità Acacia e Melaleuca nella prigione di Barwon che servono a detenere i prigionieri che richiedono la super-massima sicurezza in quello Stato, inclusi personaggi della Melbourne Gangland come Tony Mokbel e Carl Williams, che fu assassinato nell'unità Acacia nel 2010.

### Brasile
Nel 1985, il governo dello Stato di San Paolo creò una dependance di un ospedale penitenziario psichiatrico destinato ad ospitare i detenuti più violenti della regione e istituì il Centro Penitenziario di Riabilitazione di Taubaté, noto anche come Piranhão. In precedenza, i detenuti ad alto rischio erano ospitati in una prigione sull'isola di Anchieta; questa struttura però chiuse i battenti dopo un sanguinoso massacro. A Taubaté, i detenuti trascorrevano 23 ore al giorno in isolamento e 30 minuti al giorno con un piccolo gruppo di sette-dieci altri carcerati. I maltrattamenti dei detenuti si sono verificati quotidianamente, causando gravi danni psicologici.
Nel corso degli anni '90 e all'inizio degli anni 2000, il Brasile ha dovuto affrontare sfide importanti con la struttura delle bande all'interno delle sue carceri. La banda Primeiro Comando da Capital (PCC) ha guadagnato notorietà nel sistema carcerario e ha avuto costantemente nuovi membri che si sono uniti man mano all'interno delle carceri fino a crescere sempre di più. Le rivolte erano un evento comune e la cultura delle bande divenne incontrollabile, portando le autorità ad approvare il controverso Regime Disciplinar Diferenciado (RDD), una cultura fondata sulla punizione disciplinare.

### Canada
Il Millhaven Institution (francese: Établissement de Millhaven) è una prigione di super-massima sicurezza situata a Bath, Ontario.

### Cina
La prigione di Stanley, costruita nel 1937, è una delle sei strutture di super-massima sicurezza di Hong Kong insieme ai seguenti penitenziari:
- Lai Chi Kok Reception Centre
- Pik Uk Correctional Institution
- Shek Pik Prison
- Siu Lam Psychiatric Centre
- Tai Lam Centre for Women

### El Salvador
Una nuova prigione di super-massima sicurezza in El Salvador di nome Cecot (Centre for the Confinement of Terrorism), considerata la più grande dell’America Latina, è stata costruita nel 2023 per ordine del presidente Nayib Bukele: dal marzo 2025 ospita anche latinoamericani destinatari di ordine di deportazione statunitense.

### Filippine
La New Bilibid Prison di Muntinlupa, Metro Manila, ha una delle più grandi popolazioni carcerarie del mondo, ospitando più di 27.000 persone. Più della metà di loro, tra cui 700 detenuti musulmani, si trovano nel complesso di super-massima sicurezza.

### Francia
Il carcere de La Santé (francese: Maison d'arrêt de la Santé o Prison de la Santé) è una prigione gestita dal servizio carcerario francese del Ministero della Giustizia situata nella parte orientale di il quartiere Montparnasse del 14° arrondissement nel sud di Parigi, al 42 Rue de la Santé. È una delle prigioni più famose di Francia, con sezioni VIP e di super-massima sicurezza.

### Germania
Il carcere di Stammheim, a Stoccarda, in Germania, fu aperta come prigione in stile super-massima sicurezza nel 1964, con un'ala aggiuntiva costruita nel 1975 per ospitare i membri della fazione militante di estrema sinistra della Rote Armee Fraktion. All'epoca era considerata una delle prigioni più sicure al mondo.

### Giappone
La prigione di Abashiri fu costruita nel 1890 e fu la prima prigione di super-massima sicurezza del Giappone. Essa continuò la sua attività fino al 1984, quando fu costruita una nuova prigione modernizzata per sostituirla.

### Grecia
Il complesso carcerario di Korydallos è la prigione di super-massima sicurezza più grande della Grecia.

### India
Il più grande complesso carcerario dell'Asia meridionale, la prigione di super-massima sicurezza di Tihar, è gestito dal Dipartimento delle Carceri di Delhi.

### Irlanda
Portlaoise (in irlandese: Príosún Phort Laoise) è una prigione di super-massima sicurezza a Portlaoise, nella contea di Laois. Fino al 1929 era chiamata Maryborough Gaol.

### Italia
Il carcere dell'Asinara è stato un penitenziario di super-massima sicurezza attivo nell'isola sarda dell'Asinara, facente parte del comune di Porto Torres. Fu istituito nel 1885 e dismesso nel 1998. Nel 2002 l'intera isola è stata dichiarata Parco nazionale dell'Asinara.

### Norvegia
La prigione di Halden (in norvegese: Halden fengsel) è una prigione di super-massima sicurezza a Halden. Ha tre unità principali e non ha dispositivi di sicurezza convenzionali. Terza prigione più grande della Norvegia, è stata fondata nel 2010 con un focus sulla riabilitazione; il suo design simula la vita fuori dalla prigione. Tra le altre attività, sport e musica sono disponibili per i prigionieri, che interagiscono con il personale disarmato per creare un senso di comunità. Lodata per le sue condizioni umane, la prigione di Halden ha ricevuto l'Arnstein Arneberg Award per il suo design degli interni nel 2010 ed è stata oggetto di un documentario, ma ha anche ricevuto critiche per essere troppo liberale.

### Nuova Zelanda
La prigione di Auckland, nota anche come Paremoremo, si trova sulla costa settentrionale di Auckland e ospita l'unica unità carceraria specializzata in super-massima sicurezza della Nuova Zelanda.

### Paesi Bassi
Nieuw Vosseveld è una prigione a Vught, Paesi Bassi, parte dell'Agenzia per le istituzioni di custodia (olandese: Dienst Justitiële Inrichtingen, DJI) del Ministero della giustizia e della sicurezza all'interno del sistema di giustizia penale olandese. Parte di Nieuw Vosseveld è una prigione di super-massima sicurezza; detiene alcuni dei criminali più pericolosi d'Europa, tra cui Mohammed Bouyeri e Ridouan Taghi.

### Regno Unito
Lo His Majesty's Prison Service in Inghilterra e Galles ha avuto una lunga storia nel controllo dei prigionieri ad alto rischio. I prigionieri sono classificati in quattro classificazioni principali (A, B, C, D) dove A è "altamente pericoloso" con un alto rischio di fuga e la categoria D in cui i detenuti "si possono ragionevolmente considerare 'di fiducia' in condizioni aperte".
Il governo britannico ha formato il Comitato di Revisione del Controllo (Control Review Committee) nel 1984 per consentire la regolamentazione dei prigionieri disturbanti a lungo termine. Tale comitato ha proposto unità speciali (chiamate unità CRC) che sono state formalmente introdotte nel 1989 per controllare il reinserimento con successo dei prigionieri altamente distruttivi. Tuttavia, una serie di fughe, rivolte e indagini da parte delle autorità hanno portato le unità a chiudere nel 1998. Sono state sostituite dai Centri di Supervisione Ravvicinata (CSC - Close Supervision Centres). È stato riferito che nel 2015 contenevano 60 degli uomini più pericolosi del Regno Unito. La prigione HM Prison Belmarsh dispone di un'unità di alta sicurezza che può contenere fino a 48 prigionieri. I detenuti sono quelli a maggior rischio di fuga, terrorismo, radicalizzazione di altri detenuti o persistenza della criminalità organizzata all'interno del carcere. Belmarsh era la prigione britannica più severa del Regno Unito.

### Russia
L'Istituzione governativa federale - colonia penale № 2 con condizioni speciali di attività economica della direzione principale del servizio penitenziario federale nel Territorio di Perm, popolarmente conosciuta come Il Cigno Bianco (russo: Белый лебедь, Belyy Lebed), è una prigione a Solikamsk. È una delle sette carceri di super-massima sicurezza gestite dal servizio penitenziario federale per i detenuti condannati all'ergastolo in Russia.

### Spagna
Il carcere di Zuera a Saragozza è una prigione di super-massima sicurezza in cui è stato trasferito, tra gli altri, l'omicida Norbert Feher detto "Igor il russo".

### Stati Uniti
Il penitenziario degli Stati Uniti sull'isola di Alcatraz, aperto nel 1934, è stato considerato un prototipo e uno dei primi standard per una prigione di super-massima sicurezza. Una spinta per le carceri di super-massima sicurezza iniziò nel 1983, dopo che due agenti penitenziari, Merle Clutts e Robert Hoffman, furono pugnalati a morte dai detenuti del penitenziario federale di Marion, Illinois. Norman Carlson, direttore del Federal Bureau of Prisons, ha sostenuto la necessità di un nuovo tipo di prigione per isolare i detenuti incontrollabili che "non mostrano assolutamente alcuna preoccupazione per la vita umana". L'USP Marion divenne la prima prigione "di super-massima sicurezza" in cui i detenuti furono isolati per 23 ore nelle loro celle. Nel 1999, gli Stati Uniti contenevano almeno 57 strutture di super-massima sicurezza, distribuite in 30-34 Stati. Altre prigioni di super-massima sicurezza che hanno guadagnato notorietà per le loro dure condizioni e le relative controversie da parte di detenuti e difensori legali sono l'ex Boscobel (nel Wisconsin), ora chiamata Wisconsin Secure Program Facility, e la Red Onion State Prison (nella Virginia occidentale, la gemella della Wallens Ridge State Prison), Tamms (nell'Illinois) e il penitenziario statale dell'Ohio. Le politiche di collocamento presso la struttura dell'Ohio sono state oggetto di un caso della Corte Suprema degli Stati Uniti (Wilkinson v. Austin) nel 2005 in cui la Corte ha deciso che ci doveva essere un giusto processo per fare luce sulla vicenda.
Nel sistema carcerario federale degli Stati Uniti è rimasta solo una delle prigioni di super-massima sicurezza più severe d'America, l'ADX Florence a Florence, in Colorado. Ospita numerosi detenuti che hanno precedenti di comportamenti violenti in altre carceri, con l'obiettivo di spostarli dall'isolamento (fino a 23 ore al giorno) a un carcere meno restrittivo entro tre anni.
Tuttavia, è meglio conosciuto per ospitare diversi detenuti che sono stati ritenuti troppo pericolosi, troppo di alto profilo o troppo rischiosi per la sicurezza nazionale anche per una prigione di super-massima sicurezza. Includono diversi prigionieri condannati per terrorismo interno e internazionale, come Timothy McVeigh e Terry Nichols, che hanno perpetrato l'attentato di Oklahoma City; Richard Reid e Umar Farouk Abdulmutallab, che hanno tentato separatamente di attivare esplosivi su un aereo commerciale; e Dzhokhar Tsarnaev, condannato per l'attentato alla maratona di Boston del 2013. Altri detenuti degni di nota includono Robert Hanssen, condannato per spionaggio per conto dell'Unione Sovietica e Joaquin "El Chapo" Guzman, il capo del cartello messicano di Sinaloa e "signore della droga" più potente del mondo, condannato nel 2019.
Tuttavia, molti Stati hanno in epoca moderna creato carceri di super-massima sicurezza, sia come strutture autonome che come unità sicure all’interno di carceri di bassa sicurezza. Le carceri statali di super-massima sicurezza includono Pelican Bay in California e Tamms nell'Illinois. Nel 2006, l'USP Marion, il modello originale della moderna prigione di super-massima sicurezza, è stato declassato a prigione di media sicurezza. La prigione di Stato della California, Corcoran (COR), è un modello ibrido, che incorpora una partizione di super-massima sicurezza, che ospita o ha ospitato prigionieri indicati come pericolosi e quindi che necessitano di super-massima sicurezza come Charles Manson.

## Analisi costi-benefici delle carceri di super-massima sicurezza
Non esiste una definizione fissa di "prigione di super-massima sicurezza"; tuttavia, il Dipartimento della giustizia degli Stati Uniti e il National Institute of Corrections concordano sul loro scopo: "queste unità hanno fondamentalmente la stessa funzione: fornire alloggi segregati a lungo termine per i detenuti classificati come ad alto rischio per la sicurezza nel sistema carcerario di uno Stato."

### Costi di gestione di una prigione di super-massima sicurezza
Costruire una prigione di super-massima sicurezza, o anche ammodernare una già esistente, è costoso. La costruzione dell'ADX Florence costò 60 milioni di dollari quando fu inaugurata nel 1994.
Rispetto alle prigioni comuni di media o bassa sicurezza, le carceri di super-massima sicurezza costano in media circa tre volte di più. Nel 1999 il costo medio annuo per i detenuti del Colorado State Penitentiary, una struttura di super-massima sicurezza, era di 32.383 dollari, rispetto al costo annuale dei detenuti pari a 18.549 dollari presso il Colorado Correctional Center, una prigione comune (il 57% in meno). L'aumento dei costi è dovuto alla tecnologia necessaria per mantenere ed equipaggiare una prigione di super-massima sicurezza: porte ad alta sicurezza, muri fortificati e sofisticati sistemi elettronici, oltre al fatto che è necessario assumere più persone per mantenere gli edifici e le strutture rispetto ad un carcere comune.